# Congiopodus torvus
Congiopodus torvus es una especie de pez del género Congiopodus, familia Congiopodidae. Fue descrita científicamente por Gronow en 1772.
Se distribuye por el Atlántico Suroriental: de Namibia a Pondolandia, Sudáfrica. La longitud total (TL) es de 76 centímetros. Está clasificada como una especie marina inofensiva para el ser humano.